# モンタサル・タルビ
モンタサル・オマル・タルビ（Montasar Omar Talbi、1998年5月26日 - ）は、フランス・パリ出身のサッカー選手。リーグ・アン・ロリアン所属。チュニジア代表。ポジションはDF。

## 経歴

### クラブ
パリに生まれ、パリFCやFCレ・リラといったクラブの下部組織を経て、2010年にESチュニスの下部組織に入団した。2017年にトップチームデビューを果たしたが、2018年6月20日、トルコのチャイクル・リゼスポルに移籍した。
2021年1月17日、2020-21シーズン終了後からベネヴェント・カルチョに加入することが決定した。しかし、セリエB開幕前の2021年8月9日にFCルビン・カザンへと売却されたため、ベネヴェントでの公式戦出場は経験しなかった。
2022年7月18日、4年ぶりにフランスに帰国し、リーグ・アンに所属するFCロリアンと5年契約を結んだ。

### 代表
ナショナルチームは自身のルーツであるチュニジアを選択し、U-23チュニジア代表を経て、2021年3月28日、赤道ギニア代表とのアフリカネイションズカップ2021予選にてチュニジア代表デビューを果たした。

## 代表歴

### 出場大会
- チュニジア代表
  - 2022 FIFAワールドカップ

### 試合数
- 国際Aマッチ 35試合 2得点（2021年-）[7]

| チュニジア代表 | 国際Aマッチ | 国際Aマッチ |
| 年             | 出場        | 得点        |
| -------------- | ----------- | ----------- |
| 2021           | 10          | 0           |
| 2022           | 16          | 1           |
| 2023           | 9           | 1           |
| 2024           |             |             |
| 通算           | 35          | 2           |